# Bælte
Et bælte eller en livrem er et fleksibelt bånd eller rem, typisk af læder eller kraftigt stof, båret omkring taljen. Et bælte bruges til at holde bukser oppe eller samle andre slags tøj, men kan også bruges af æstetiske årsager. Ud over at holde sammen på klædedragten, herunder at holde evt. bukser oppe, kan bælter fastholde forskellige tasker, våben og redskaber.

## Historie
Bælter er blevet dokumenteret til herretøj siden bronzealderen. Begge køn har brugt bælter i større eller mindre udstrækning igennem tiden, afhængigt af moden. I den vestlige verden var bælter mere almindelige blandt mænd, med undtagelse af begyndelsen af middelalderen, slutningen af 1600-tallet og nederdel/blusekombinationer mellem 1900 og 1910. Art Nouveau bæltespænder er i dag samlergenstande. I middelalderen havde man ingen lommer men brugte i stede tasker i bæltet til at opbevare personlige genstande, eller hængte dem direkte i bæltet.
I slutningen af 1800-tallet og frem til 1. verdenskrig blev bæltet brugt både som en dekorativ ting, og som en brugsgenstand i uniformen, særligt for officerer. 
I de væbnede styrker i Preussen, zaristiske Rusland og andre østeuropæiske nationer, var det almindeligt for officerer til at bære ekstremt stramme, brede bælter i taljen, på ydersiden af en uniformen, både for at bære sabel samt af æstetiske grunde. Disse stramtsiddende bælter tjente til at trække i taljen og give bæreren en rank holdning, understrege brede skuldre og en fremskudt brystkasse. Ofte tjente bæltet kun til at understrege taljen, der blev gjort lille ved et korset, der blev båret under uniformen, en praksis som var almindeligt især i Krimkrigen og ofte blev bemærket af soldater på den vestlige front. 
I moderne tider begyndte mænd at bære bælter i 1920'erne, da buksetaljen blev lavere. Inden dette tidspunkt tjente bæltet mest et dekorativt formål, og blev associeret med militæret. Derudover havde bukser ikke bæltestropper, men blev i stedet holdt oppe af seler. Inden for sport kendes bukser med bæltestropper allerede fra 1800-tallet. I dag er det almindeligt for mænd at bære bælte i deres bukser.
Siden midten af 1990'erne har hængerøvsbukser vundet frem blandt mænd og drenge. Moden har sine rødder blandt fængselsbander, hvor forbud mod bælter i fængslet (grundet deres brug som våben eller til brug ved selvmord) gør at bukserne ofte falder ned under taljen.

## Materialer og udseende
Bælter kan være fremstillet af en lang række materialer, men læder og forskellige typer tekstil er de mindst almindelige. Kunstlæder, plastik, reb eller gummi kan også bruges.
I den ene ende sidder et bæltespænde, der gør det muligt at lukke bæltet. Spændet kan have mange forskellige udformninger, men fælles for dem alle er at de låser den anden ende af bæltet på den ene eller anden måde. Nogle bælter har et todelt spænde, der sidder i hver sin ende af bæltet. De fleste bælter kan justeres i længden så de passer til den person, som bærer det.
Bæltet kan har forskellige dekorationer som f.eks. nitter, perler, farver, mønstre eller prægning.